# P-Vine Records
P-Vine Records también conocido como P-Vine Japan es una compañía discográfica independiente japonesa fundada en 1975 por Yasufumi Higurashi y Akira Kochi que principalmente se especializa en músicos y grupos ligados al blues, pero también al rock, funk, soul, jazz, rock and roll, garage punk, rhythm and blues y también en algunas ocasiones al pop.
Ha sido competencia de la mayoría de las discográficas reconocidas del blues como: Chess Records, Alligator Records, Delmark Records, Black Top Records, Modern Records y Kent Records, a pesar de ser independiente.